# Humlesjön
Humlesjön är en sjö utanför Röke i Hässleholms kommun i Skåne och ingår i Helge ås huvudavrinningsområde. Sjön är 4,1 meter djup, har en yta på 0,295 kvadratkilometer och är belägen 129 meter över havet. Vid provfiske har bland annat abborre, braxen, gädda och mört fångats i sjön.

## Delavrinningsområde
Humlesjön ingår i det delavrinningsområde (623314-136599) som SMHI kallar för Ovan Hörlingeån. Medelhöjden är 119 meter över havet och ytan är 92,46 kvadratkilometer. Det finns ett avrinningsområde uppströms, och räknas det in blir den ackumulerade arean 129,88 kvadratkilometer. Hörlingeån (Röke å) som avvattnar avrinningsområdet har biflödesordning 3, vilket innebär att vattnet flödar genom totalt 3 vattendrag innan det når havet efter 89 kilometer. Avrinningsområdet består mestadels av skog (56 procent), öppen mark (12 procent), jordbruk (19 procent) och sankmarker (11 procent). Avrinningsområdet har 0,44 kvadratkilometer vattenytor vilket ger det en sjöprocent på 0,5 procent. Bebyggelsen i området täcker en yta av 0,82 kvadratkilometer eller 1 procent av avrinningsområdet.

## Fisk
Vid provfiske har följande fisk fångats i sjön:
- Abborre
- Braxen
- Gädda
- Mört
- Sutare